# Mustafa Bayram
Mustafa Bayram (arabisch مصطفى بيرم, DMG Muṣṭafā Bairam; * 1972) ist ein libanesischer Jurist und Politiker. Seit September 2021 ist er Arbeitsminister in der Regierung Nadschib Miqati.

## Leben und Wirken
Bayram Bayram hat ein Diplom in Öffentlichem Recht der Libanesischen Universität Beirut sowie ein Diplom in Allgemeinem Recht der Beirut Arab University (BAU) und einen Master in Finanzrecht der Islamischen Universität (IUL). Er arbeitete als Trainer für Management und Selbstverbesserung im Rahmen der INTOSAI-Stiftung und seit 1998 als leitender juristischer Beobachter im Rechnungsprüfungsbüro des Ministerrats. Bayram gehört der schiitischen Bevölkerungsgruppe an und wurde von der Hisbollah vorgeschlagen.